# Abbas ibn Abd al-Muttalib
Al-Abbas ibn Abd al-Muttalib (arapski: |العباس بن عبد المطلب, al-ʿAbbās ibn ʿAbd al-Muṭṭalib; ca. 566. – ca. 653.) bio je stric i ashabi proroka Muhameda. Bio je tek nekoliko godina stariji od nećaka, ali je kao bogati trgovac, u prvim godinama islama, štitio Muhameda za vrijeme njegovog boravka u Meki. Vjernikom je, međutim, postao tek nakon bitke kod Badra u 2. godini Hidžre. Njegovi su potomci godine 750. osnovali Abasidski Kalifat.
Sin mu je bio poznati islamski učenjak Abdalah ibn Abas.